# CICRA

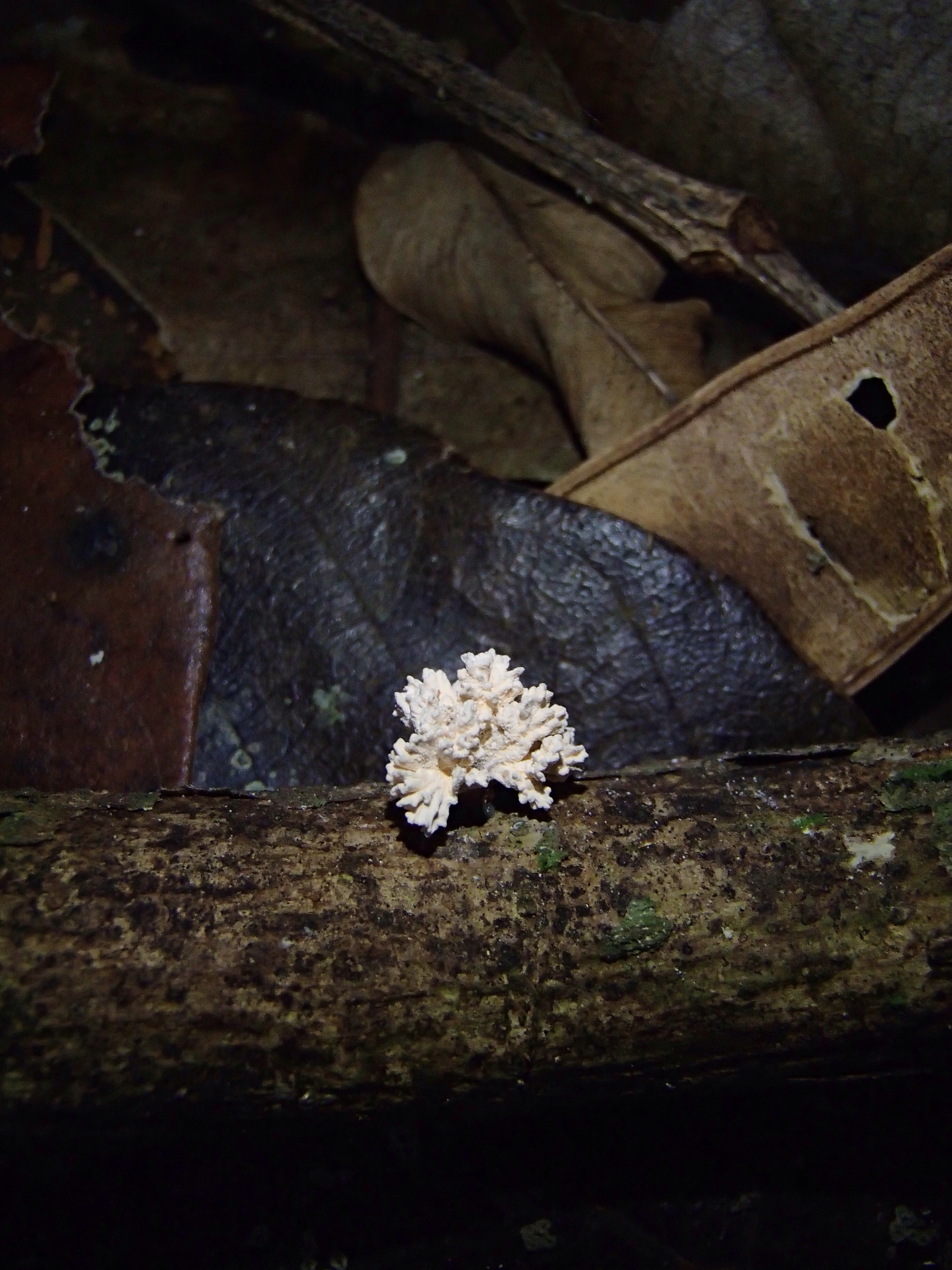
Un exuberante hongo (Xylocoremium flabelliforme) se abre paso en la corteza de un árbol. CICRA y su contribución a la preservación de los bosques

CICRA son las siglas del Centro de Investigación y Capacitación Río Los Amigos, que constituye una estación científica ubicada en selva baja amazónica al pie de los Andes en el sur del Perú, a 270 m s. n. m. en el Departamento de Madre de Dios. Aparte de su nombre oficial, la estación es también conocida por sus siglas en castellano, CICRA, y por su nombre en inglés, Los Amigos Biological Station. 
El CICRA ocupa una terraza alta cerca a la confluencia de los ríos Madre de Dios y Los Amigos. El predio privado de la estación colinda con la Concesión para la Conservación Río Los Amigos (CCLA), la cual protege una variedad de tipos de bosques y hábitat acuáticos amazónicos en 146.000 ha de la cuenca del Río Los Amigos. La densidad poblacional en un radio de 5 km alrededor de la estación es aproximadamente dos personas por kilómetro cuadrado; la mayoría son asentamientos mineros itinerantes trabajando en concesiones de oro a lo largo del Río Madre de Dios. Dentro de la CCLA no existen ni mineros ni asentamientos humanos establecidos, pero la cuenca del Río Los Amigos sí recibe visitas por un número desconocido de grupos indígenas en aislamiento voluntario. 
El CICRA fue establecido en 2000 por dos organizaciones no-gubernamentales: la ONG peruana Asociación para la Conservación de la Cuenca Amazónica (ACCA) y la ONG norteamericana Amazon Conservation Association (ACA). La estación es administrada por ACCA en convenio con ACA y una tercera ONG, el Centro Amazónico para la Educación Ambiental e Investigación (ACEER).
Hasta 2006, el CICRA recibió la mayor parte de su financiamiento a través de la Fundación Gordon y Betty Moore. Otros fondos importantes provinieron de ACEER, del Instituto de Investigación Botánica de Texas, de la National Geographic Society, de la Fundación Nacional de las Ciencias de los Estados Unidos y de donantes privados.